# Isolino Virginia
Isolino Virginia es una pequeña isla en el lago Varese.

## Geografía
Lo que aparentemente parece una formación natural surgida de un lago de origen glaciar, es en realidad el resultado de la sedimentación de escombros acumulados a lo largo de milenios, tras un asentamiento humano que utilizó los palafitos como vivienda en el lago con un doble propósito: explotar un hábitat favorable para la pesca y escapar de los peligros de los animales depredadores y las tribus rivales.
En Isolino, a partir de los resultados obtenidos del estudio estratigráfico realizado por el arqueólogo Mario Bertolone, el asentamiento humano ya es detectable alrededor de la segunda mitad del quinto milenio antes de Cristo, en el período Neolítico, que también comenzó en varias otras partes de Italia al menos tres milenios antes. Los vestigios más antiguos que atestiguan la presencia humana en el área de Varese se remontan al Paleolítico superior.
Con el advenimiento del Neolítico, la vida humana se concentra principalmente a lo largo de las orillas occidental y suroeste del lago Varese, alrededor de los lagos que rellenan la cuenca al pie de los prealpes de Varese y que anteriormente tuvieron cuencas más amplias, alimentadas por ríos de curso irregular, con vastas zonas pantanosas.

## Flora y fauna
La pequeña isla tiene un hábitat lacustre, con una vegetación rica en nenúfares y frecuentada por diversas aves de paso, como la garza y el ánade real.

## Historia reciente
Originalmente llamada Isola di San Biagio y posteriormente Isola di Donna Camilla Litta, fue rebautizada a finales del siglo XIX a instancias de su último propietario, el industrial gallaratese Andrea Ponti, con el nombre actual de Isolino Virginia en honor a su esposa, Virginia Pigna.
Entre 1876 y 1884 se llevaron a cabo investigaciones y excavaciones arqueológicas en varias ocasiones patrocinadas por el propio Ponti.  Se han encontrado restos materiales de una civilización de palafitos.
Los hallazgos sacados a la luz se conservan ahora en parte en el museo ubicado en la isla y en parte en el <i>Museo Cívico Arqueológico de Villa Mirabello</i> en Varese, dado que la colección arqueológica propiedad de Andrea Ponti fue donada por sus herederos en 1962 al municipio de Varese..
Tras la adquisición por parte del municipio de Varese en 1962, el transporte de turistas al Isolino se garantizó desde Biandronno, municipio lacustre situado en la orilla oeste del lago, primero mediante un servicio de barcos privados y más tarde por una compañía naviera. Desde 2017, se presta un servicio similar hacia y desde Varese.
Desde 2011 es uno de los "palafitos prehistóricos de los Alpes" protegido por la UNESCO.